# おっぱいとお月さま
『おっぱいとお月さま』（仏: La Teta y la luna）は、1994年製作のスペイン・フランスの映画。第51回ヴェネツィア国際映画祭脚本賞受賞。

## 概要
ビガス・ルナ監督が自身が「世界一美しいおっぱい」と称賛するマチルダ・メイを主演に起用したファンタジー作品。少年テテ役のピエル・デュランは本作が映画デビュー作である。主演のマチルダは、夫役のジェラール・ダルモンと実生活でも夫婦であった。本作撮影時には娘のサラを妊娠しており、撮影終了後の1994年8月17日に無事出産した。また妊娠によりマチルダの胸のサイズや乳房の色が変わってしまうことにスタッフが悩まされたという。

## ストーリー
9歳の少年テテは、弟が生まれたことで母親のおっぱいを独占することができなくなった。そこで「自分だけのおっぱいが欲しい」と月に願うと、海辺の見せ物小屋に最高のおっぱいを持つ踊り子エストレリータがやって来た。テテの近所に住む青年ミゲルも彼女に恋をし、テテとミゲルは互いに彼女にアプローチする。

## キャスト
- マチルダ・メイ
- ジェラール・ダルモン
- ミゲル・ポベダ
- ピエル・デュラン

## ソフトリリース

### VHS
- 型番：PCVG-30266
- 発売日 : 1996/5/17
- 発売元：ポニーキャニオン

### DVD
- 型番：ULD-129
- 発売日 : 2003/9/26
- 発売元・販売元 : アップリンク
- 映像特典
  - 劇場版予告編
  - 予告ショートバージョン(30秒)
  - 予告ショートバージョン(15秒)